# مورخورمدو
مورخورمدو، روستایی از توابع بخش دهج شهرستان شهربابک در استان کرمان است.

## جمعیت
این روستا در دهستان خبر قرار دارد و براساس سرشماری مرکز آمار ایران در سال ۱۳۹۵، جمعیت آن ۴۴ نفر (۱۲ خانوار) بوده‌است.